# Rachida Dati
Rachida Dati (Saint-Rémy, 27 novembre 1965) è una politica francese, ministro della Cultura dal gennaio 2024. In precedenza è stata portavoce di Nicolas Sarkozy alle elezioni presidenziali del 2007, ministro della Giustizia nel primo e secondo governo Fillon, eurodeputata dal 2009 al 2019.

## Biografia
Il padre, M'Barek Dati, è un muratore marocchino arrivato in Francia nel 1963, la madre, Fatima-Zohra, è algerina (scomparsa nel 2010). Ha undici fratelli e sorelle. Cresciuta in provincia, a Chalon-sur-Saône, compie una parte dei suoi studi presso una scuola privata cattolica, quindi al liceo pubblico Mathias diplomandosi nel 1983.
Per mantenersi al liceo e all'università esercita vari mestieri, fra cui quello di rappresentante porta-a-porta e di assistente a domicilio. I suoi studi, che hanno un andamento tormentato, trovano esito nel 1996 in una laurea in diritto pubblico.
Nel 1987 a Parigi si reca non invitata a un ricevimento all'Ambasciata d'Algeria, dove le riesce di avvicinare Albin Chalandon, notabile neogollista e guardasigilli, ministro della Giustizia del governo di coabitazione di Jacques Chirac (1986-1988). Chalandon le procura un primo impiego all'ELF Aquitaine. In seguito, Dati svolgerà varie mansioni presso la Matra Communication, la BERD e la Lyonnaise des Eaux. Nel 1994, il suo nome figura in una prima lista di candidati del Partito Socialista (PS) alle elezioni per il Parlamento europeo, ma nella versione definitiva il suo nome è cancellato. Tra il 1995 e il 1997 è consigliere tecnico presso il Ministero dell'Educazione Nazionale, ma le sono affidate missioni secondarie.

## Carriera politica

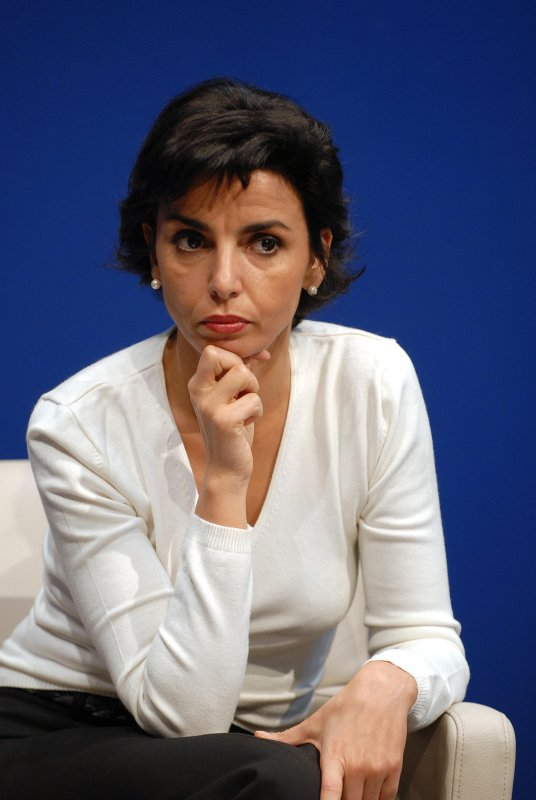
Rachida Dati nel 2007

Dopo la laurea nel 1996, su consiglio di Simone Veil frequenta la Scuola di Magistratura di Bordeaux, e nel 1997 è nominata giudice in un tribunale di provincia. Nel 2003 diventa sostituto procuratore della Repubblica a Évry. Tra il 2004 e il 2005 è vicedirettore generale del Consiglio Generale dell'Hauts-de-Seine, all'epoca presieduto da Nicolas Sarkozy. Tra il 2002 e il 2007, collabora con lo stesso Sarkozy in qualità di consigliere tecnico al Ministero dell'Interno e poi a quello dell'Economia.
Portavoce del candidato alla Presidenza della Repubblica Nicolas Sarkozy alle elezioni presidenziali del 2007, è nominata Guardasigilli e ministro della Giustizia il 18 maggio 2007 nel primo governo Fillon, per poi essere riconfermata nel secondo governo.
Dati è la prima donna di famiglia non europea e la prima magrebina a occupare una posizione ministeriale chiave in un Governo francese.

### Ministro della giustizia
Rachida Dati ha fatto votare importanti riforme volute dal presidente Sarkozy, come le pene contro i recidivi o la nuova carta giudiziaria. Tuttavia, il suo carattere spigoloso ha provocato dimissioni a catena dei suoi collaboratori e ha suscitato l'ostilità manifesta degli ambienti giudiziari e politici. Avvalendosi dei poteri che in Francia sono dati al Guardasigilli, ha trasferito magistrati "scomodi" e diramato istruzioni perentorie alle Procure Generali. Nel 2008 ha dovuto far fronte ad una massiccia mobilitazione di magistrati, avvocati e amministratori locali, che si sono uniti contro la sua riforma che sopprime più di trecento giurisdizioni in Francia. Inoltre, ha evitato in extremis un blocco delle prigioni ma il presidente della Repubblica ha cercato di ammansire la principale associazione dei magistrati ricevendone personalmente il direttivo.
Anche Sarkozy ha preso infine la distanze da lei, infliggendole qualche critica. Benché contestata, Rachida Dati ha approfittato di ciascuno di questi recenti interventi per sottolineare che la sua situazione personale - sulla quale rifiuta di rilasciare dichiarazioni - non le impedirà di portare a termine con successo due importanti riforme programmate per il 2009: il voto della legge sulle carceri e un nuovo procedimento penale.
Nonostante dall'inizio del 2008 sia data più volte per certa la sua uscita dal governo, rimane al Ministero della Giustizia dove continua incessante l'esodo dei suoi collaboratori. Nel marzo 2008 è eletta per l'UMP al consiglio del VII arrondissement di Parigi, del quale diventa presidente. Il 21 gennaio 2009 Sarkozy annuncia pubblicamente la candidatura di Dati, in una posizione che le assicura un'elezione sicura, per il Parlamento Europeo. Questo lascia intendere che dopo le elezioni indette per il 4 giugno 2009 Dati dovrà lasciare il Ministero della Giustizia per incompatibilità con il mandato parlamentare.

### Europarlamentare
Eletta deputato al Parlamento europeo, il 24 giugno 2009 è sostituita al Ministero della Giustizia da Michèle Alliot-Marie.
Dopo aver annunciato che si sarebbe candidata per la rielezione nelle elezioni europee del 2019 sotto il simbolo dei repubblicani,, rinuncia ad un nuovo mandato a Bruxelles per preparare la sua candidatura all'incarico di sindaco di Parigi nel 2020.
Nel 2024, la stampa francese riporta che è sospettata di aver svolto attività di lobbying per un importo di diverse centinaia di migliaia di euro quando era deputata europea.

### Elezioni municipali di Parigi (2020)

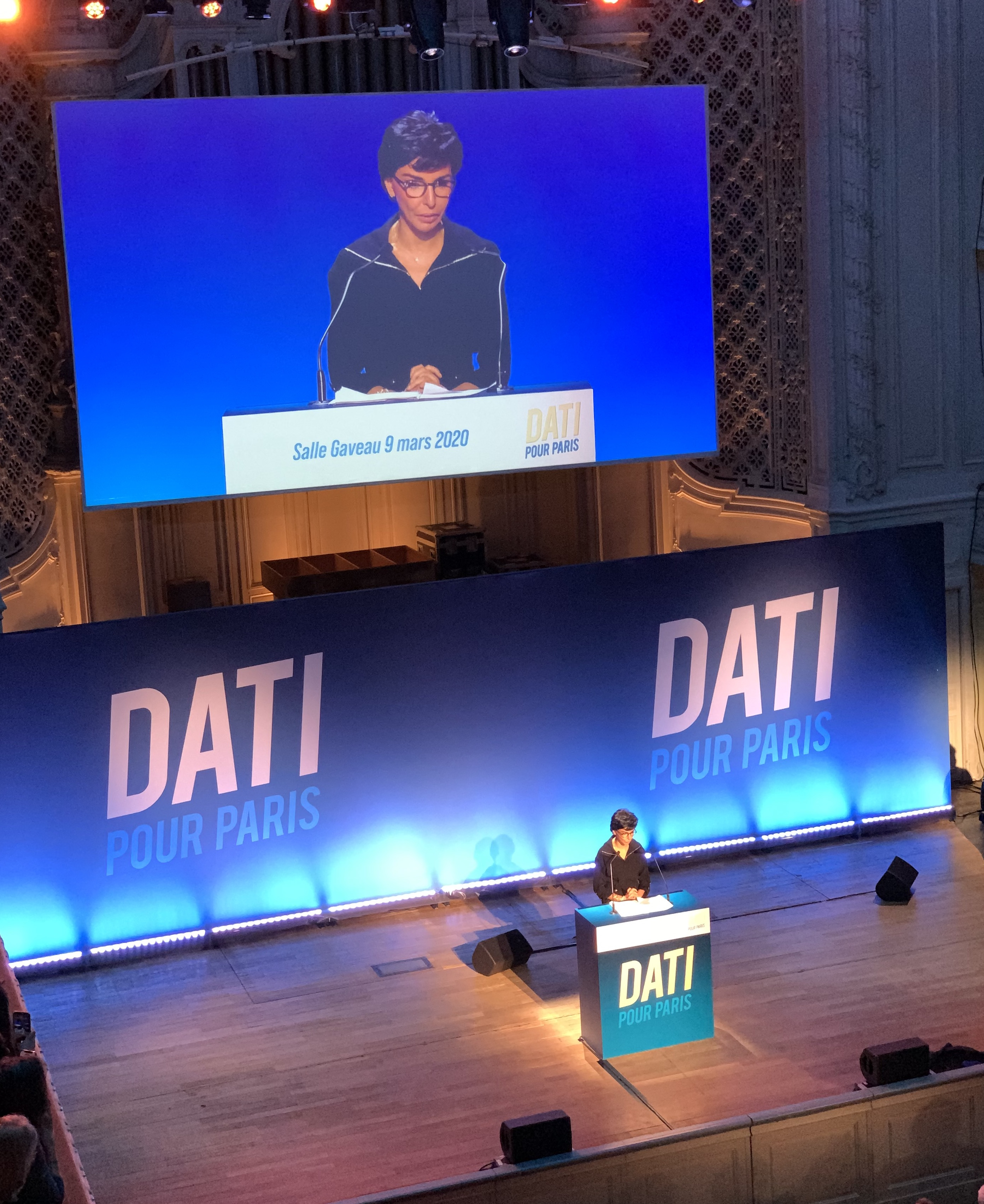
Incontro pubblico di Rachida Dati in vista delle elezioni municipali del 2020 a Parigi

Nel novembre 2019, al fianco di Marie-Claire Carrère-Gée, è stata investita da Les Républicains (LR) per guidare la lista di destra alle elezioni municipali del 2020 a Parigi.123. Questa decisione si presenta in un contesto di divisioni della destra parigina, indebolita dalla svolta elettorale de La République En Marche (LREM) nelle sue tradizionali roccaforti al punto che LR sta considerando per un certo periodo un'alleanza con la maggioranza presidenziale. Rachida Dati è stata poi accreditata con il 13-14% nei sondaggi e non ha suscitato l'entusiasmo di diversi LR eletti della capitale, in particolare di quelli vicini a Fillon (si era più volte opposta all'ex primo ministro). 
Molto critica nei confronti della sindaca uscente, Anne Hidalgo, si è battuta sui temi della sicurezza, della pulizia, della mobilità e della difesa delle famiglie. Da gennaio 2020, Rachida Dati vede a suo favore aumentare le intenzioni di voto, intorno al 20%, il che le consente di superare il candidato investito da LREM, Benjamin Griveaux, che alla fine si ritira dopo la pubblicazione di video privati. Al primo turno, che si svolge durante la pandemia di coronavirus e che è segnato da un'astensione record, le sue liste arrivano al secondo posto con il 22,7%, dietro quelle della sindaca uscente Hidalgo e quelle di Agnès Buzyn, candidata da LREM dopo il ritiro di Benjamin Griveaux. Con il 50,7% dei voti nel VII arrondissement di Parigi, di cui è sindaco dal 2008 ed ora è uscente, Rachida Dati è l'unica candidata a vincere al primo turno in un quartiere. È stata sconfitta al secondo turno il 28 giugno 2020 con il 34,3% dei voti a Parigi, dietro Anne Hidalgo e davanti ad Agnès Buzyn.
Nel luglio 2020 è stata eletta presidente del gruppo "Change Paris" (repubblicani, centristi e indipendenti) al Consiglio di Parigi.

### Ministro della cultura
L'11 gennaio 2024 è stata nominata, a sorpresa, ministro della cultura dal nuovo primo ministro Gabriel Attal. Ciò ha comportato la sua espulsione da I Repubblicani.

## Vita privata
Un precedente matrimonio, celebrato nel 1992, è stato annullato nel 1995. Il 2 gennaio 2009 ha dato alla luce Zohra, di cui non è stato reso noto il padre fino a quando nel 2014 lo ha svelato il tribunale di Versailles. Si tratta del primo figlio della Guardasigilli, che è senza un compagno ufficiale. Rachida Dati ha ripreso la sua attività da ministro solo cinque giorni dopo il parto, suscitando un certo scalpore e provocando qualche protesta per il "cattivo esempio" dato alle donne lavoratrici. La gravidanza e le ricorrenti voci sul padre della bambina, del quale non ha voluto assolutamente rivelare l'identità, hanno fatto sì che Rachida Dati fosse costantemente sulle copertine dei giornali scandalistici, dove del resto è stata molto presente fin dalla sua nomina nel maggio 2007, anche grazie alla sua propensione al lusso - è stata soprannominata "Miss Dior" a causa di un servizio fotografico su Paris Match dove è apparsa indossando abiti di lusso della casa di moda - soprattutto in tempi di crisi.